# 133782 Saraknutson
133782 Saraknutson este o planetă minoră (asteroid), cu un diametru de 2,351 km, din centura de asteroizi. A fost descoperită pe 20 noiembrie 2003 la Catalina Station⁠(d) de Catalina Sky Survey. 
Obiectul prezintă o orbită caracterizată de o semiaxă mare de 2,6316176805336 UAi, o excentricitate de 0,08, o înclinație de 14,1 ° în raport cu ecliptica.